# Barren Cross

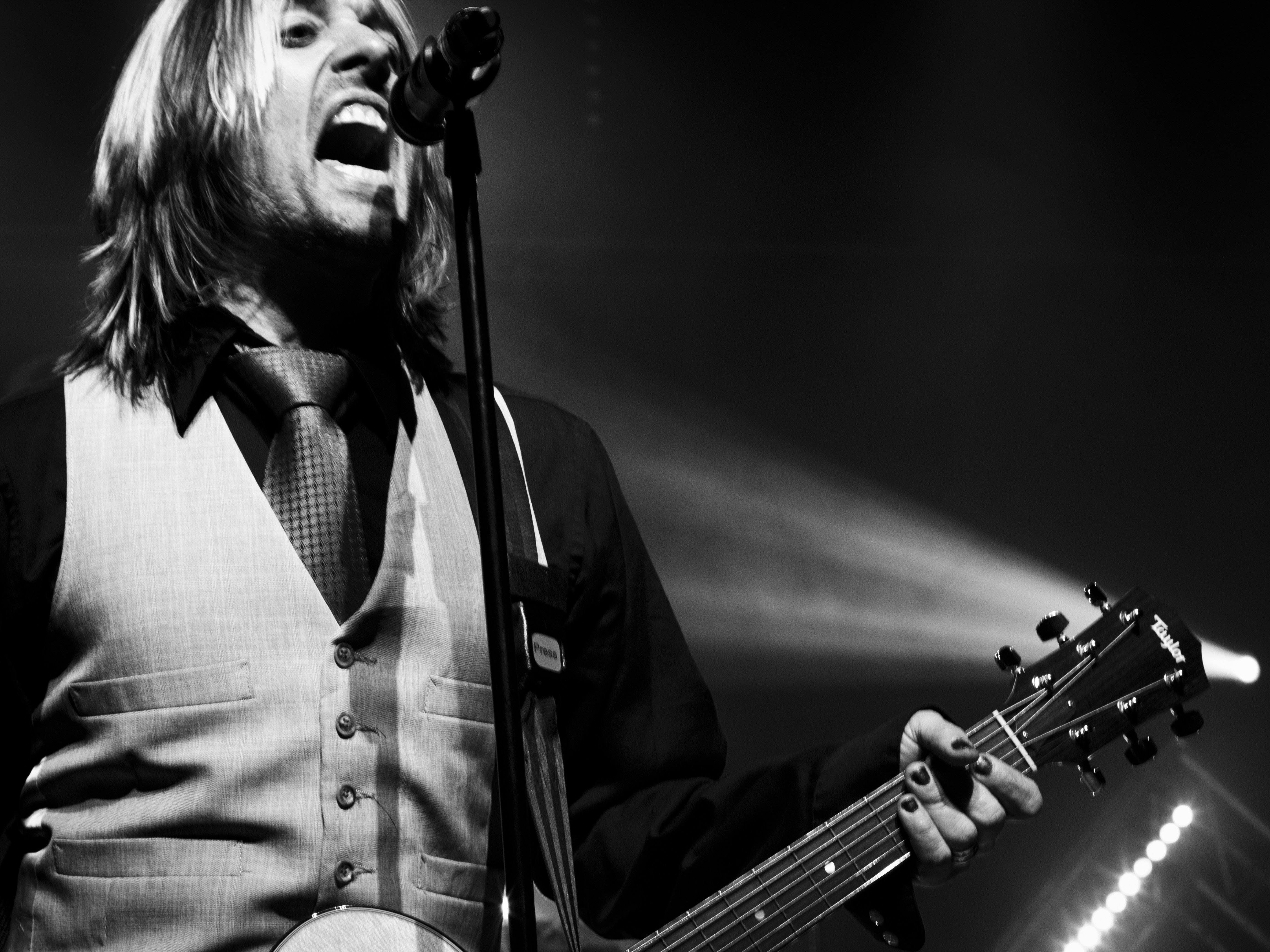
Barren Cross live, 2012

Barren Cross is een christelijk-georiënteerde heavymetalband (white metal) afkomstig uit Californië, VS en werd opgericht in 1984.
De band gaat in op dingen die 'de normaalste zaak van de wereld' lijken, zoals abortus, in het nummer Killer of the unborn, en druggebruik in het nummer Dead Lock. Op het album Hotter Than Hell staan ook de nummers King of Kings, Rock for the King en Give your Life. De meeste nummers van dit livealbum zijn afkomstig van het, aan de toer gelijknamige album, Atomic Arena uit 1998.

## Bandleden
- Michael Drive (Mike Lee) - zang
- Ray Parris - gitarist
- Jim La Verde - bassist
- Steve Whitaker - drummer

## Discografie
- Rock for the King (1986)
- Hotter than hell (1990)
- Atomic Arena (1998)
- State of control (1989)
- Rattle your cage (1994)
- Birth Pangs (2013)